# Dale Jones (Musiker)
Dale Jones (* 13. August 1902 in Nebraska; † Juni 1970) war ein US-amerikanischer Jazzmusiker (Kontrabass, Gesang).

## Leben und Wirken
Jones arbeitete in den 1930er-Jahren bei Will Osborne; 1943 leitete er ein Sextett in Los Angeles.  1944 war er Vokalist im Frank DeVol Orchestra, an dessen Rundfunkaufnahmen mit Eddie South er mitwirkte. 1947 nahm er in Los Angeles als Deacon Jones & His Orchestra mehrere Titel für das Label Coast auf; in seiner Studioband spielte u. a. Charlie Teagarden. In den 1950er-Jahren gehörte er Louis Armstrong und  seinen All Stars an und war auch an Armstrongs Plattenaufnahmen mit Ella Fitzgerald beteiligt.